# Iran-Irak-Syrië-pijpleiding
De Iran-Irak-Syrië-pijpleiding (door de betrokken regeringen de Friendship Pipeline genoemd en door sommige westerse bronnen de islamitische gaspijpleiding) is een voorgestelde aardgaspijpleiding die loopt van het Iraanse gasveld South Pars/North Field naar Europa via Iran, Irak, Syrië en Libanon om aan Europese landen te leveren, evenals aan Irak, Syrië en Libanon. De geplande pijplijn was geraamd op een lengte van 5.600 kilometer (3.500 mijl), met een diameter van 142 centimeter (56 inches). Een eerder voorstel, bekend als de Perzische pijpleiding, ging uit van een route van het Iraanse South Pars naar Europa via Turkije; hier werd blijkbaar van afgezien nadat het Zwitserse energiebedrijf Elektrizitätsgesellschaft Laufenburg zijn contract met Iran in oktober 2010 stopzette onder druk van Amerikaanse sancties tegen Iran.
Met het 's werelds grootste gasveld South Pars beschikt Iran - na Rusland - aantoonbaar over de tweede grootste gasreserve ter wereld. Het gasveld ligt in de Perzische Golf op de grens van Iran en Qatar en heet respectievelijk South Pars dan wel North Field. Het gas kan worden ontsloten met een pijpleiding door Syrië via Qatar (Soennieten) of via Iran (Sjiieten).
Irak ondertekende in juni 2013 een overeenkomst met Iran om aardgas te ontvangen voor de bevoorrading van Iraakse energiecentrales in Bagdad en Diyala. Het contract betreft 1,4 Bcf/d (billion cubic feet per day=miljard kubieke voet per dag) voor de duur van tien jaar. De plannen van Iran hadden als doelstelling om tegen 2015 176 MMscf/d (million standard cubic feet per day) gas naar Irak te exporteren.
In juli 2011 zeiden Iran, Irak en Syrië dat ze van plan waren om een contract van ongeveer 6 miljard dollar te tekenen om een pijpleiding te bouwen die loopt van South Pars naar Europa, via deze landen en Libanon en dan onder de Middellandse Zee naar een Europees land, met een raffinaderij en gerelateerde infrastructuur in Damascus. In november 2012 ontkenden de Verenigde Staten de berichten dat er begonnen was met de aanleg van de pijpleiding, en zeiden dat dit herhaaldelijk was beweerd en dat "het nooit lijkt te gebeuren". Begin 2013 moest een raamovereenkomst worden ondertekend, met kosten nu geschat op 10 miljard dollar; de bouwplannen werden vertraagd door de Syrische Burgeroorlog, waarbij de Verenigde Staten, Qatar en Saudi-Arabië het gewapende Syrische verzet steun geven. In december 2012 meldde het Oxford Institute for Energy Studies dat het project "nog steeds twijfelachtig is. Het is niet duidelijk hoe een dergelijk project zal worden gefinancierd, aangezien zowel Iran als Syrië onderworpen zijn aan strikte financiële sancties." In juli 2015, Iran Gas Engineering and Development Company (IGEDC) en Pasargad Energy Development Company hebben een BOT-financieringscontract (build-operate-transfer) ondertekend waarbij de projecteigenaar 25% van de financiering verstrekt en het National Development Fund of Iran de rest zal verstrekken voor de constructie van IGAT-6 (Iran Gas Trunkline).
De pijpleiding zou concurreren met de Nabucco-pijpleiding van Azerbeidzjan naar Europa. Het is ook een alternatief voor de pijplijn Qatar-Turkije, die door Qatar was voorgesteld om van Qatar naar Europa te gaan via Saoedi-Arabië, Jordanië, Syrië en Turkije. De redenering van Syrië om het voorstel van Qatar af te wijzen, zou zijn om "de belangen te beschermen van [haar] Russische bondgenoot, de grootste Europese leverancier van aardgas." Rusland levert 30% van het Europese gas en Europa wil daar minder afhankelijk van worden.
In 2009 maakte Syrië in een zogenoemde 'Vier zeeën-strategie' haar ambitie bekend om als middelpunt te fungeren van olie- en gastransporten tussen de Perzische Golf, de Zwarte Zee, de Kaspische Zee en de Middellandse Zee.